# Fidzsi-szigeteki kígyó
A Fidzsi-szigeteki kígyó (Ogmodon vitianus) a hüllők osztályának (Reptilia) a pikkelyes hüllők rendjéhez (Squamata), ezen belül a mérgessiklófélék családjához (Elapidae) tartozó Ogmodon nem egyetlen faja.
A magyar név forrással nincs megerősítve, lehet, hogy az angol név tükörfordítása (Fiji Snake).

## Elterjedése
A Fidzsi-szigetek területén honos.

## Természetvédelmi állapota
Az IUCN vörös listáján a sebezhető kategóriában szerepel.

## Külső hivatkozás
- Arkive.org - képek a fajról